# (29308) 1993 UF1
1993 يو أف 1 (ويعرف أيضًا باسم (29308) 1993 يو أف 1 وفق تسمية الكوكب الصغير) (بالإنجليزية: 1993 UF1)‏ هو كويكب ضمن حزام الكويكبات؛ وترتيبه 29308 من حيث الاكتشاف.
اكتُشف هذا الجُرم الفلكي بواسطة اليانور إف. هيلين في 20 أكتوبر 1993.

## وصلات خارجية
- (29308) 1993 UF1 في قاعدة بيانات مختبر الدفع النفاث لأجرام النظام الشمسي الصغيرة

- الاكتشاف · مخطط المدار ·  العناصر المدارية · المعلمات المادية

- (29308) 1993 UF1 على موقع ويكي سكاي: DSS2, SDSS, GALEX, IRAS, Hydrogen α, X-Ray, Astrophoto, Sky Map, Articles and images